# Amenofi II
Amenhotep II (o Amenofi II) (... – Tebe, 1401/1398 a.C.) è stato un sovrano egizio faraone della XVIII dinastia egizia.

## Biografia
Figlio di Thutmose III e della sua terza regina,  Merytre-Hatshepsut, (da non confondere con la matrigna dello stesso Thutmose III), nacque a Menfi dove risiedette a lungo ricoprendo l'incarico di sovraintendente all'importazione del legname per i cantieri navali di Peru-Nefer. Non era il primogenito di re Thutmose: dalla grande sposa reale Satiah era già nato Amenemhat, che però premorì al padre, così come sua madre.
Secondo alcuni storici avrebbe regnato, per due anni e quattro mesi, in coreggenza con il padre, esistendo iscrizioni che collocano la sua incoronazione ancora vivente Thutmose. Il suo regno è solitamente datato dal 1425 al 1401 ca. a.C.
La politica di Amenhotep II fu la prosecuzione di quella del padre. Rispetto all'estero accentuò la spinta imperialistica, come si può rilevare dal nome Horo d'oro: "Che sottomette con la forza tutti i paesi".
Notizie sulle imprese di questo sovrano possono essere ricavate della stele della Sfinge e da altre provenienti da Amada, da Karnak e da Menfi.

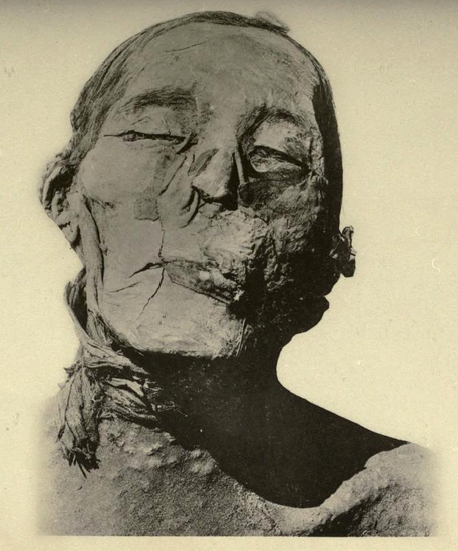
Mummia di Amenhotep II, fotografata da Howard Carter

La prima campagna militare di questo sovrano è collocata nel terzo anno di regno, in cui è noto che respinse un attacco da parte del nemico mitannico presso il fiume Oronte, in Siria: le fonti riportano che, per la sua notevole forza fisica, il faraone da solo avrebbe abbattuto sette nemici in una volta, i quali furono in seguito appesi come trofei alla prora della sua nave. Nella primavera del settimo anno di regno, Amenhotep II si trovò di fronte a una non piccola rivolta, cagionata da Mitanni, nello stato vassallo di Naharina, e calò nuovamente in Siria per sedarla. La spedizione ebbe successo, come annunciato da una stele di vittoria che non registra, per l'occasione, battaglie di vasta portata. La circostanza che non vi siano più cenni a queste regioni dopo il settimo anno di regno ha condotto alcuni storici a ritenere che, malgrado le affermazioni propagandistiche, l'influenza egiziana si fosse ridotta e che le guarnigioni ed i funzionari installati da Thutmose III nelle regioni più esterne di Naharina fossero stati ritirati. L'ultima campagna di Amenofi II ebbe luogo nel nono anno di regno e apparentemente non si spinse oltre il Lago di Tiberiade: le liste del bottino per tale spedizione citano la somma, chiaramente esagerata, di oltre 101 000 tra schiavi e prigionieri. Dopo il nono anno di regno Egitto e Mitanni non si scontrarono più, e pare che i due regni abbiano raggiunto una pace duratura. I testi antichi registrano in tal senso che dal nono anno giunsero presso il faraone legazioni dei re di Babilonia, degli Hittiti e di Mitanni per recare tributi.
Le fonti non riportano azioni nella regione nubiana dove la penetrazione egizia giunse forse fino a Kurgus, tra la 4ª e la 5ª cateratta, e neppure nelle zone delle oasi occidentali (deserto libico).
I documenti pervenutici dall'epoca di Amenhotep II ne magnificano la valentia fisica e le prestazioni sportive, riportando per esempio come nessuno fosse in grado di tendere i suoi archi e sottolineando le sue eccellenti prestazioni di cavaliere, corridore e vogatore.
Tracce dell'attività edilizia di Amenhotep II sono state rinvenute in molte regioni e in molti templi minori dell'Egitto, mentre l'attenzione del padre era stata rivolta al complesso templare di Karnak, che aveva notevolmente arricchito. Nell'Alto Egitto sono attribuibili ad Amenhotep II interventi al tempio di Montu a Medamud e al tempio di Montu a Hermonthis. Karnak stesso non fu totalmente ignorato: Amenhotep fece erigere una colonna celebrativa fra il quarto e il quinto pilone, per commemorare il tributo di pace di Mitanni. In Nubia fece completare il tempio a Horus, Ra-Harakhty e Amon-Ra ad Amada.
Durante il regno di questo sovrano si nota un'evoluzione del processo, iniziato ai tempi di Hatshepsut e Thutmose III, che portò la statuaria regale a perdere qualcosa dei rigidi canoni della tradizione per divenire più naturalistica.
Amenhotep II morì dopo circa 26 anni di regno intorno all'età di 44 anni. La sua tomba (KV35) si trova nella Valle dei Re e quando fu scoperta da Victor Loret nel marzo 1898 conteneva ancora la mummia del sovrano nel sarcofago originale. Tale tomba, giustamente ritenuta più sicura di altre dalle predazioni, venne usata in epoca più tarda - durante il pontificato di Pinedjem II, "primo profeta di Amon" ai tempi della XXI dinastia, sotto il faraone Siamon - come nascondiglio di svariate salme regali, che vennero scoperte insieme a quella del proprietario.
Non conosciamo alcun nome della "grande sposa reale": Amenhotep II non tenne a registrare il nome delle sue spose; alcuni archeologi ritengono che ritenesse eccessivo il peso raggiunto allora dalle donne mediante il titolo di "divina sposa di Amon", e inoltre si sottolinea il ruolo che ebbe col padre Thutmose III nella rimozione della memoria di Hatshepsut dai monumenti e dalle raffigurazioni. Il suo successore (Thutmose IV) nacque da Tiaa, una sposa secondaria.
Il 3 aprile 2021 la sua mummia è stata traslata con la Parata d'oro dei faraoni dal vecchio Museo Egizio al nuovo Museo nazionale della Civiltà egiziana.

## Liste reali
| N5 · O29 | L1 · Z2 |

| N5 · O29 | L1 · Z2 |

| N5 · O29 | L1 · Z2 |

| N5 · O29 | L1 · Z2 |

| N5 · O29 | L1 · Z2 |

| N5 · O29 | L1 · Z2 |

| N5 · O29 | L1 · Z2 |

| N5 · O29 | L1 · Z2 |

| N5 · O29 | L1 · Z2 |

| N5 · O29 | L1 · Z2 |

| N5 · O29 | L1 · Z2 |

| N5 · O29 | L1 · Z2 |

| N5 · O29 | L1 · Z2 |

| N5 · O29 | L1 · Z2 |

| N5 · O29 | L1 · Z2 |

| N5 · O29 | L1 · Z2 |

## Titolatura
| G5 |

| G5 |

| E1 · D40 | G36 | r · F9 · F9 |

| E1 · D40 | G36 | r · F9 · F9 |

| E1 · D40 | G36 | r · F9 · F9 |

| E1 · D40 | G36 | r · F9 · F9 |

| E1 · D40 | G36 | r · F9 · F9 |

| E1 · D40 | G36 | r · F9 · F9 |

| E1 · D40 | G36 | r · F9 · F9 |

| E1 · D40 | G36 | r · F9 · F9 |

| G16 |

| G16 |

| wsr | s | f · F40 | G43 | s | N28 · D36 | m | R19 | t · O49 |

| wsr | s | f · F40 | G43 | s | N28 · D36 | m | R19 | t · O49 |

| G8 |

| G8 |

| V15 | t · D44 | m | S42 | Z1 · f | m | N17 · N17 · N17 | V30 · Z2 |

| V15 | t · D44 | m | S42 | Z1 · f | m | N17 · N17 · N17 | V30 · Z2 |

| M23 · X1 | L2 · X1 |

| M23 · X1 | L2 · X1 |

| N5 | O29 | L1 · Z2 |

| N5 | O29 | L1 · Z2 |

| N5 | O29 | L1 · Z2 |

| N5 | O29 | L1 · Z2 |

| N5 | O29 | L1 · Z2 |

| N5 | O29 | L1 · Z2 |

| N5 | O29 | L1 · Z2 |

| N5 | O29 | L1 · Z2 |

| G39 | N5 |

| G39 | N5 |

| i | mn · n | R4 · t · p |

| i | mn · n | R4 · t · p |

| i | mn · n | R4 · t · p |

| i | mn · n | R4 · t · p |

| i | mn · n | R4 · t · p |

| i | mn · n | R4 · t · p |

| i | mn · n | R4 · t · p |

| i | mn · n | R4 · t · p |